# Prehistoria en los Balcanes
La Prehistoria en los Balcanes o de los Balcanes es el periodo de la historia de los Balcanes (la extensa península que conforma Europa suroriental) anterior a la aparición de la escritura. Ante la inexistencia de fuentes escritas, para su estudio se utilizan las fuentes arqueológicas. Comienza con las sucesivas llegadas a Europa de las distintas especies del género Homo, todas ellas procedentes Oriente Próximo y el Cáucaso, dado su origen africano. Tras la entrada definitiva de la civilización griega en su fase histórica (siglo VIII a. C.), comienza la protohistoria en la mayor parte de la región, muchas de cuyas zonas no terminarán de incluirse plenamente en la historia hasta la conquista romana (del siglo II a. C. al siglo II d. C.), que sólo en algunos casos determinó la romanización.

## Paleolítico
(2,600,000 – 13,000 Antes del Presente -AP-)

### Paleolítico Inferior y Paleolítico Medio
(2,600,000 – 50,000 AP)
Hay algunas muestras del Paleolítico Inferior en los Balcanes, pero en un limitado número de yacimientos. En Vértesszőlős se descubrieron restos identificables con Homo erectus o con Homo sapiens arcaico, de unos 350,000 años (Homo erectus seu sapiens, al que se da el nombre "Samu").
Según Douglass W. Bailey hubo una transición gradual, menos dramática que en otras zonas de Europa, hasta el cambio crucial que supuso la llegada de los humanos modernos, representados en Bacho Kiro (hace unos 44,000 años) y Temnata Dupka. Los cambios climáticos, botánicos y zoológicos también fueron continuados y diferentes a los de otras zonas de Europa, hasta tal punto que se ha llegado a cuestionar si el concepto revolución del Paleolítico Superior es aplicable a los Balcanes.

### Paleolítico superior
(50,000 – 20,000 AP)
En 2002 se hallaron en Peștera cu Oase (literalmente "cueva con huesos", cerca de Anina, Rumanía) los que hasta ahora se consideran restos más antiguos de humanos modernos en Europa, una mandíbula inferior de una antigüedad aproximada de 42,000 años, a la que se ha dado el nombre popular de Ion din Anina ("Juan de Anina").

## Epipaleolítico y Mesolítico
(9,500 – 7,500 AP)

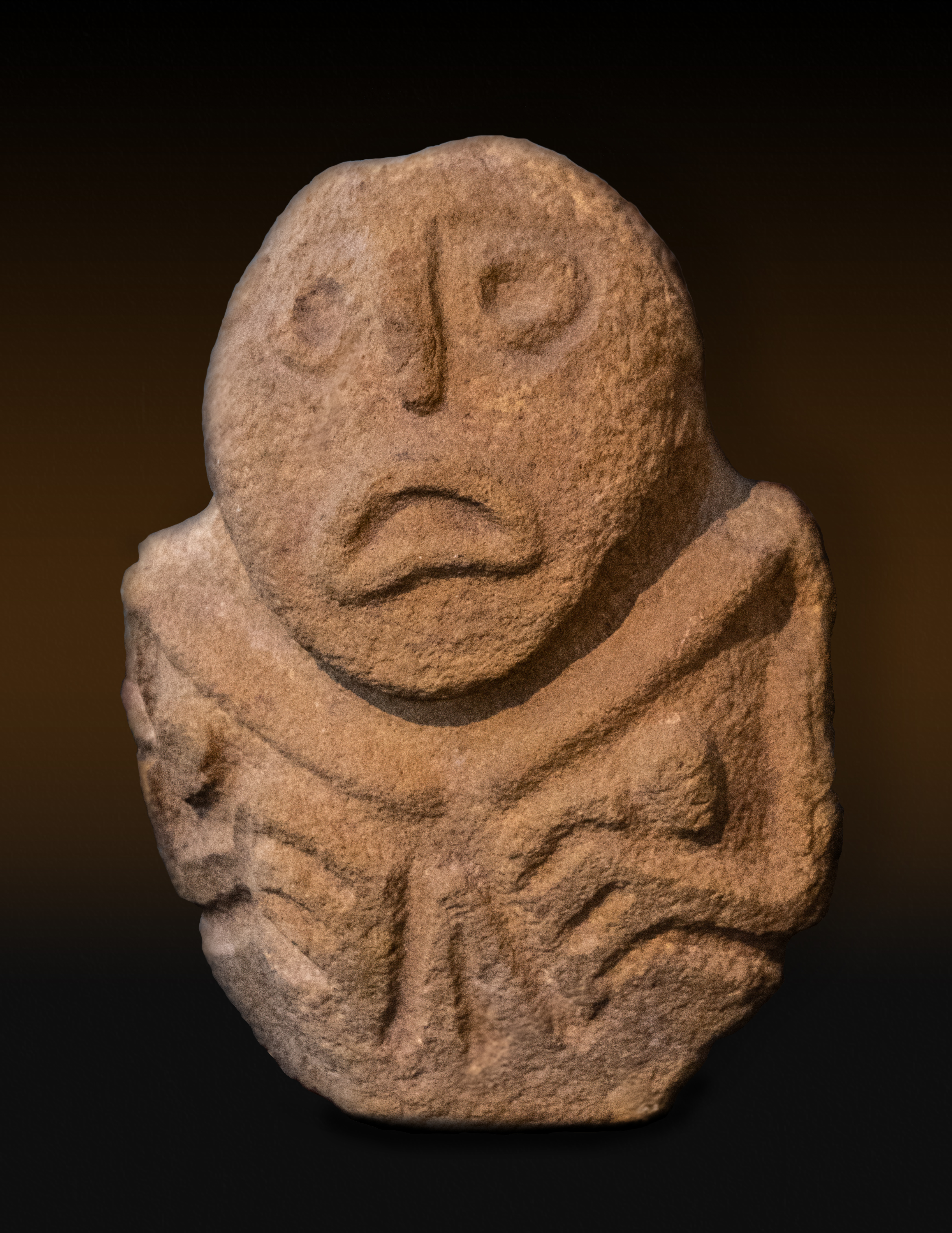
Escultura procedente de Lepenski Vir.

También según Bailey, a excepción de la variación del nivel del mar y consecuente modificación de las costas, en los Balcanes no hubo cambios significativos entre el Paleolítico Superior y periodo siguiente (paso del Pleistoceno al Holoceno en términos geológicos), ni en los aspectos climáticos, botánicos y zoológicos, ni en la cultura material, particularmente en las industrias líticas; de modo que incluso la utilización de la denominación "Mesolítico" puede ser impropia para la región. Aun así, es habitual utilizarla para designar un periodo de dos a cuatro milenios, intermedio entre el Paleolítico y el Neolítico. Para las zonas donde la neolitización fue temprana, como es el caso de la mayor parte de los Balcanes, hay autores que prefieren utilizar la denominación Epipaleolítico. De hecho, la continuidad de los asentamientos en la zona puede interpretarse en el sentido de que actuó como un reservorio de población desde el que se repoblaron zonas europeas que habían sufrido condiciones más desventajosas. Es característico del periodo la concentración de actividades humanas en lugares concretos, vinculados a actividades personales y grupales que parecen tener un carácter identitario, como la pintura corporal con ocre y hematita y los ornamentos.
Se ha encontrado industria lítica de la época en Lepenski Vir (Serbia) y yacimientos del actual Montenegro y el suroeste de la actual Rumanía. En Ostrovul Banului, el abrigo rocoso de Cuina Turcului (gargantas del Danubio), y en las cercanas cuevas de Climente se han hallado herramientas de piedra y hueso, relativamente avanzadas. En la actual Bulgaria sólo hay materiales de la época en Pobiti Kamini, con una discontinuidad de cuatro mil años entre los últimos materiales del Paleolítico superior (de 13,600 de antigüedad en Temnta Dupka) y los primeros del Neolítico (a comienzos del VII milenio a. C. en la zona).
El Mesolítico de la zona meridional de los Balcanes, incluyendo la actual Grecia, es menos conocido. En Odmut (acutual Montenegro) hay evidencias de actividad humana en el periodo. Relacionado con el Mesolítico griego está la cueva Franchthi. Otros yacimientos son la cueva de Theopetra y Sesklo en Tesalia, que representan desde el Paleolítico Medio hasta el Neolítico.

## Neolítico y Calcolítico

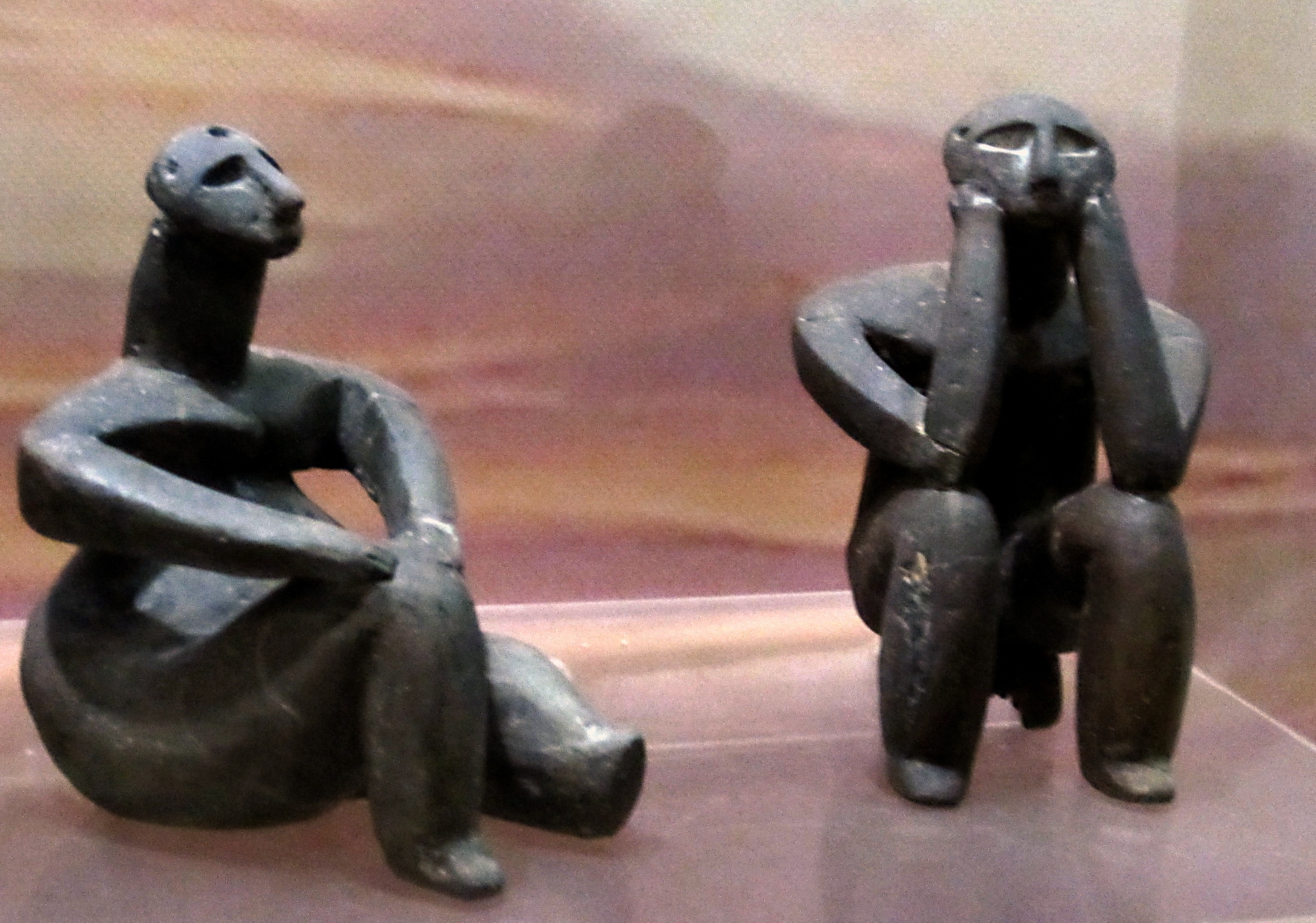
El pensador y La mujer sentada de Hamangia (ca. 5250-4550 a. C.)

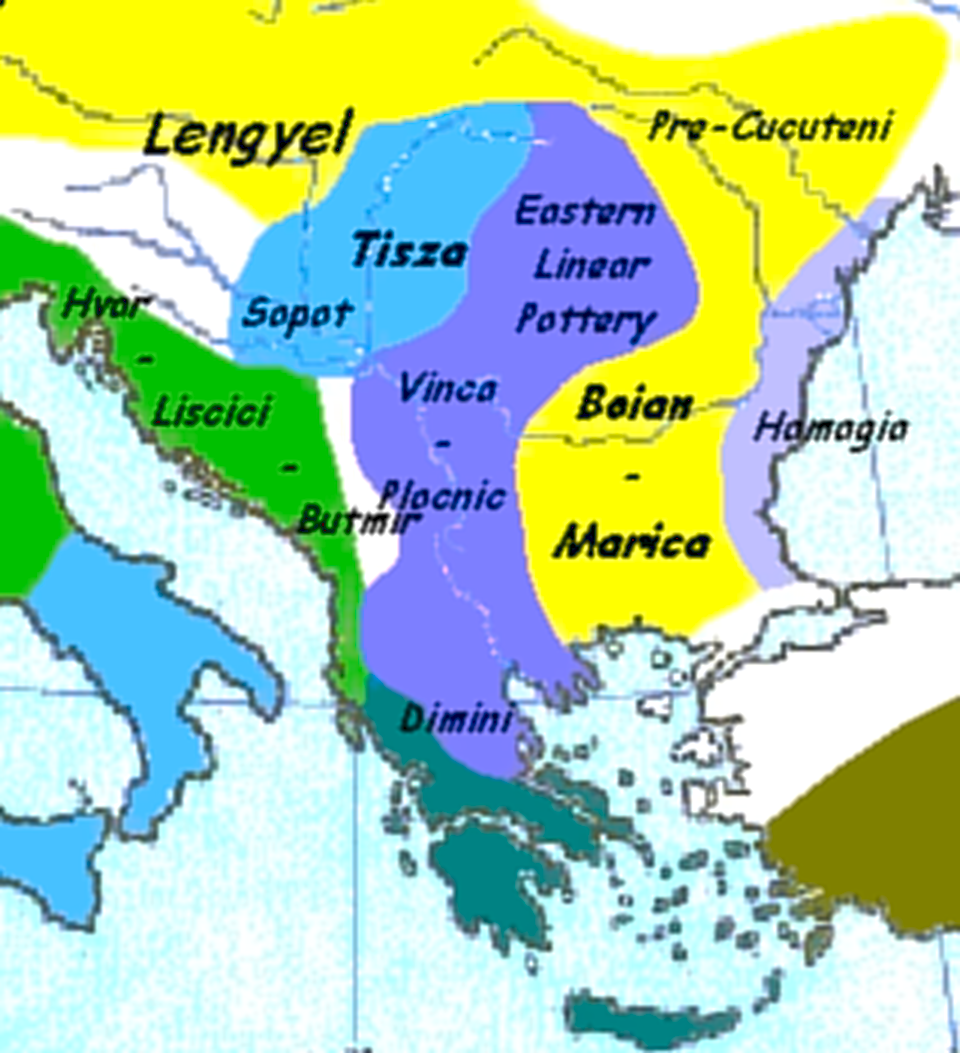
Culturas neolíticas del sureste de Europa.

Los Balcanes acogieron alguna de las principales culturas neolíticas, como la de Vinča, la de Varna, las de Karanovo, la de Gumelnitsa (o Gumelnitsa-Karanovo), la de Boian (también llamada Giuleşti-Marica o Maritza) y la de Hamangia.
La cultura de Vinča se desarrolla entre el VI y el III milenio a. C. en torno al Danubio, en las actuales Serbia, Croacia, Rumanía, Bulgaria, Montenegro, Kosovo, Albania y Macedonia; incluso pueden encontrarse sus influencias en lugares más lejanos, tanto de los Balcanes como de Europa Central y Asia Menor.
La "kurganización" del este de los Balcanes (y de la cultura de Cucuteni más al norte) durante el Eneolítico (Calcolítico) se asocia con la hipótesis de una temprana expansión de los protoindoeuropeos.

## Edad del Bronce
(3,500 – 1,100 a. C.)

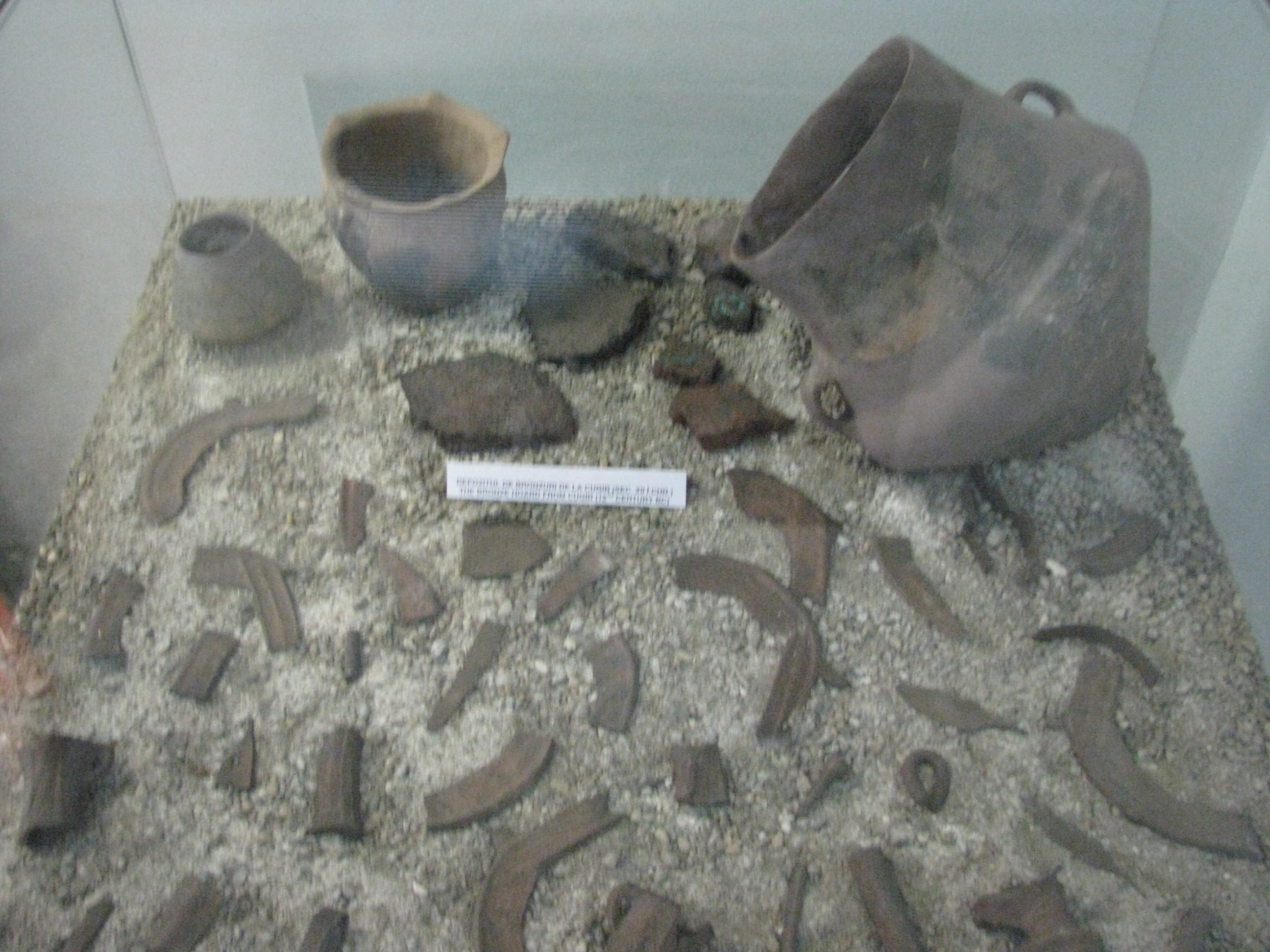
El tesoro de Cugir,, Museo Nacional de la Unión, Alba Iulia.

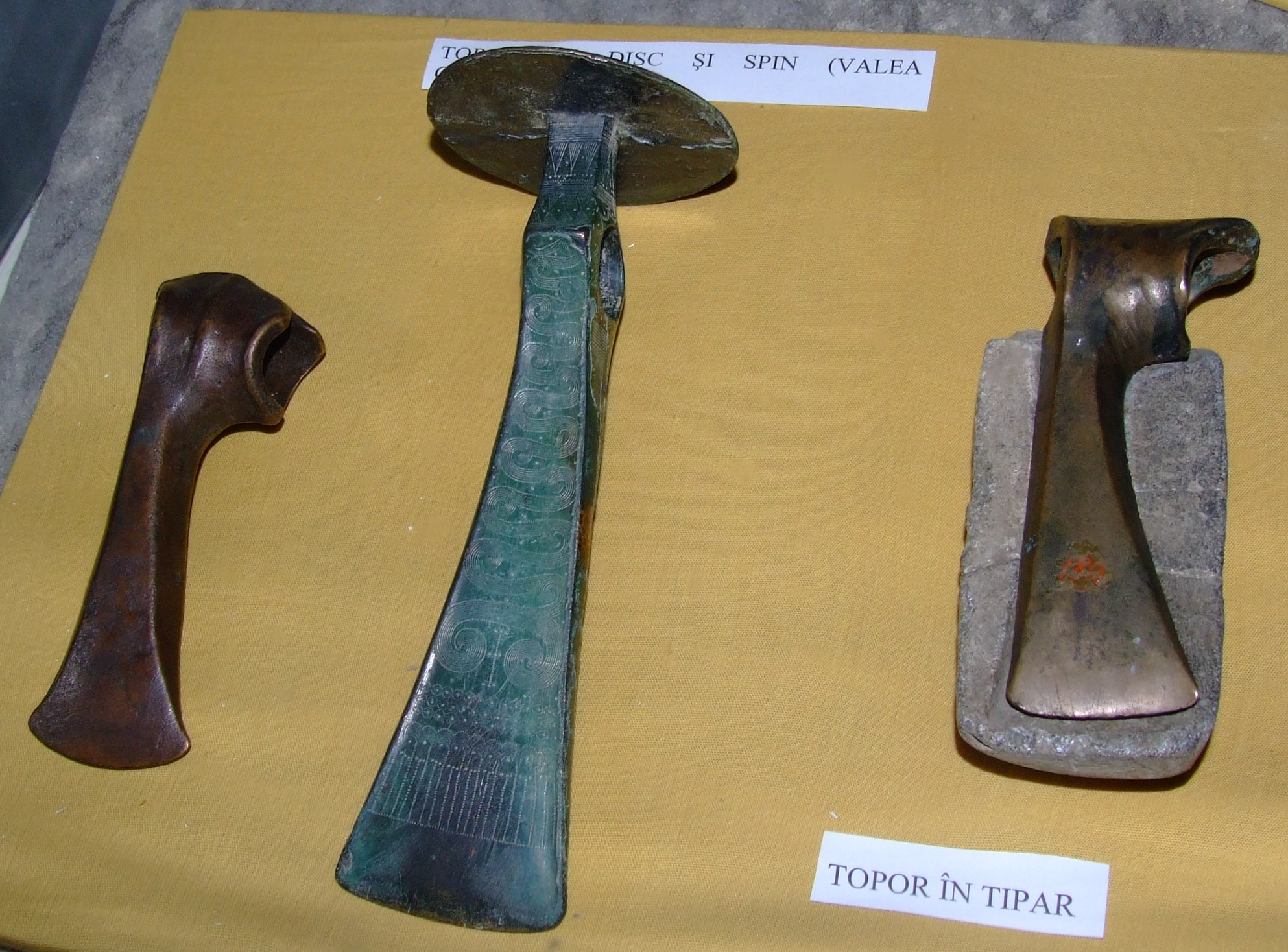
Hachas de batalla de la cultura de Wietenberg, Valea Chioarului (Maramureş), Museo Nacional de Historia de Transilvania (Cluj-Napoca).

La periodización del Bronce en los Balcanes, según Boardman
- Bronce antiguo, siglos XX al XVI a. C.
- Bronce medio, siglos XVI al XIV a. C.
- Bronce final, siglos XIV al XIII a. C.

En el centro y este de los Balcanes, la Edad del Bronce retrasa su comienzo hasta el siglo XVIII a. C.
El colapso de la Edad del Bronce Final fue un periodo de transición gradual hacia la Edad del Hierro que se da en los siglos XIII y XII a. C.
El "complejo oriental balcánico" ("East Balkan Complex": Karanovo VII, cultura de Ezero) cubre todo el territorio de Tracia. Las culturas de la Edad del Bronce del centro y el oeste de los Balcanes están menos claramente definidas, y se confunden con las de Panonia, los Cárpatos y la actual Hungría.
En el ámbito del mar Egeo surgen las civilizaciones egeas pre-helénicas: civilización cicládica y civilización minoica en las islas y civilización micénica en el continente); estas dos últimas plenamente históricas (textos en lineal A y lineal B).

## Edad del Hierro
(1,100 a. C. – 150 d. C.)

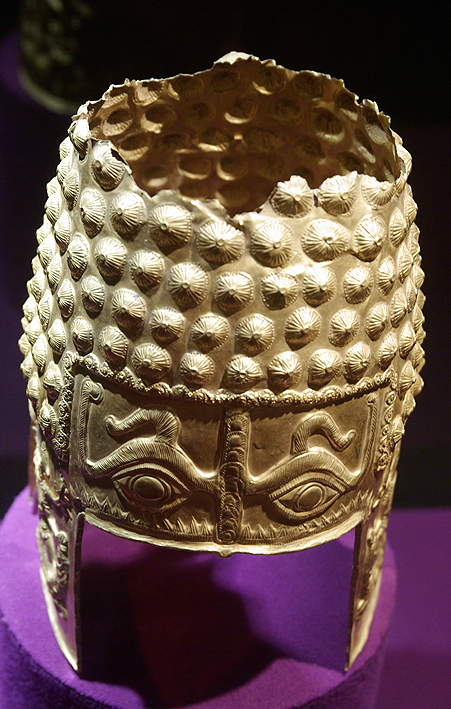
El yelmo de Coţofeneşti un yelmo de oro macizo geto-dacio, datado en la primera mitad del, Museo Nacional de Historia de Rumanía.

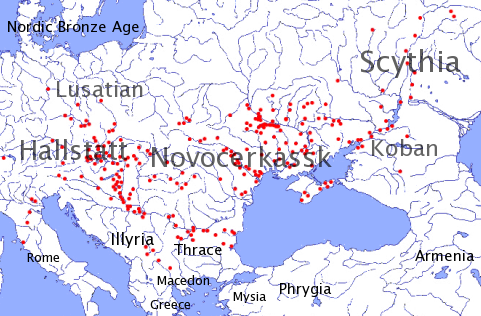
Distribución de los yacimientos tracio-cimerios

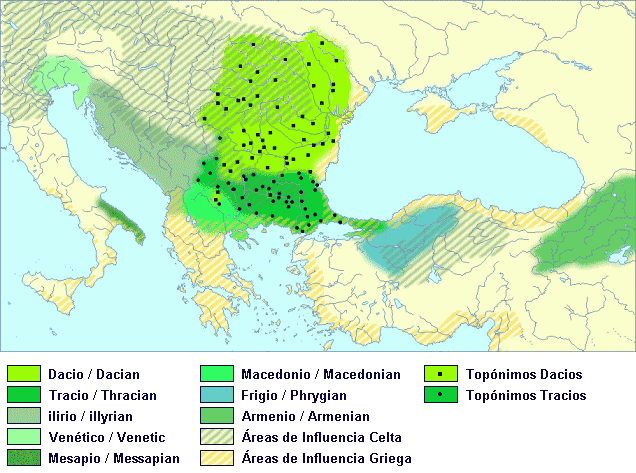
Distribución geográfica de las lenguas paleobalcánicas entre los siglos V y I a. C.

Tras el periodo que sigue a la llegada de los dorios (la Edad Oscura griega o periodo submicénico), la cultura helénica comenzó a desarrollarse al sur de la península de los Balcanes, las islas del Egeo y la costa occidental de Asia Menor. Comenzó la colonización griega en los siglos IX y VIII a. C., en el contexto cultural y artístico del periodo geométrico. La civilización griega llegó a su cúspide en la Atenas del siglo de Pericles (mediados del siglo V a. C.)
A finales del siglo VI a. C. aparecen las primeras fuentes escritas (griegas) que recogen algún dato de territorios al norte del Danubio. Para esa época los getas (getae) y algo más tarde los dacios (daci) se habían diferenciado del tronco común de los pueblos de habla tracia.
Los griegos establecieron entre el 700 y el 300 a. C. colonias comerciales en las costas del Mar Negro y de Dalmacia (como también en otras zonas -Asia Menor, Italia Meridional y el Mediterráneo occidental-) para garantizarse su domino del comercio en las rutas balcánicas e intensificar los intercambios con los pueblos del interior. Los autores griegos hacen referencias protohistóricas a la zona de Tracia desde Homero hasta Heródoto (Libro V).
El resto de los pueblos de los Balcanes se organizaron en grandes uniones tribales, como el reino tracio de Odrisia en el este (siglo V a. C.) y los reinos ilirios al oeste (siglo IV a. C.)
Otras uniones tribales se formaron en Dacia, cuando poco al comienzo del siglo II a. C., bajo el rey Oroles. Las tribus tribus ilíricas se situaron en el territorio de la antigua Yugoslavia y la actual Albania. El gentilicio illyrii se usó inicialmente para designar al pueblo que ocupaba la zona del lago Skadar (entre Albania y Montenegro). Del gentilicio se derivó el corónimo Illyria ("Iliria"), usado por griegos y romanos para un área muy amplia.
La cultura helenística se expandió a través del imperio macedónico creado por Filipo II de Macedonia y Alejandro Magno, a finales del siglo IV a. C., convirtiendo la lengua y cultura griegas en las dominantes no sólo en los Balcanes, sino en todo el Mediterráneo Oriental.
La conquista romana de Tracia, Mesia y otros territorios del norte de los Balcanes (Iliria, Dalmacia, Panonia), conllevó la romanización de algunos territorios, con mayor o menor profundidad. La que tuvo efectos más definitivos fue la más tardía, la de la Dacia, donde se sigue hablando una lengua derivada del latín (el rumano). Por el contrario, la conquista romana de Grecia no conllevó su romanización.